# 미스터 3000
《미스터 3000》(영어: Mr. 3000)은 미국에서 제작된 찰스 스톤 3세 감독의 2004년 스포츠 코미디 영화이다. 버니 맥, 앤절라 배싯 등이 출연하였고, 게리 바버 등이 제작에 참여하였다.
평단으로부터 엇갈린 평가를 받았으며, 흥행에 실패하였다.

## 줄거리
야구팀 밀워키 브루어스의 거만한 스타 선수 스탠 로스는 3000 안타 클럽에 입성하자 1995 플레이오프 도중에 팀 상황은 고려하지도 않고 바로 은퇴해 버린다. 그렇게 팀의 월드 시리즈 우승 기회가 날아가 버린 후 로스는 “미스터 3000”이란 별명으로 여러 사업체를 세워 성공한다.
2004년 로스는 자신이 한 일시 정지 경기에서 쳤던 세 개의 안타가 표기 오류로 두 번 기입돼 있었고, 정정 결과 3,000 안타가 아니라 2,997 안타를 달성했다는 사실을 알게 된다. 로스는 안타 세 개를 채우기 위해 47살 나이에 다시 팀에 복귀한다.

## 출연진
- 버니 맥 - 스탠 “미스터 3000” 로스 역 (등번호 21, 1루수)
- 앤절라 배싯 - 모린 “모” 시먼스 역
- 마이클 리스폴리 - 앤서니 “보카” 카터 역 (중간 구원 투수)
- 브라이언 J. 화이트 - 렉스 “티렉스” 페너베이커 역 (등번호 31, 중견수)
- 이언 앤서니 데일 - 후쿠다 겐지 역 (등번호 37, 선발 투수)
- 에번 존스 - 프라이먼 역 (등번호 17, 포수)
- 아마우리 놀라스코 - 호헤이 미너데이오 역 (등번호 25, 2루수)
- 돈드레이 휫필드 - 스킬렛 역 (등번호 1, 유격수)
- 폴 소비노 - 거스 패너스 역 (등번호 45, 감독)
- 얼 빌링스 - 레니 코론 역 (등번호 53, 코치)
- 크리스 노스 - 솀브리 역
- 키건마이클 키 - 기자 역

## 기타 제작진
- 공동 제작: 데릭 에번스
- 배역: 게일 골드버그, 마샤 로스, 리사 메이 핀캐넌
- 미술: 마허 아매드
- 세트: 다이앤 레더먼
- 의상: 샐버도어 퍼레즈 주니어